# 클라라와 태양 (영화)
"클라라와 태양"(영어: Klara and the Sun)은 개봉 예정인 미국의 SF, 디스토피아 영화이다. 타이카 와이티티가 감독을 맡았으며, 가즈오 이시구로의 동명 소설이 영화의 원작이다. 배우 제나 오르테가가 주인공 클라라 역을 맡는다.